# 柠檬苏打

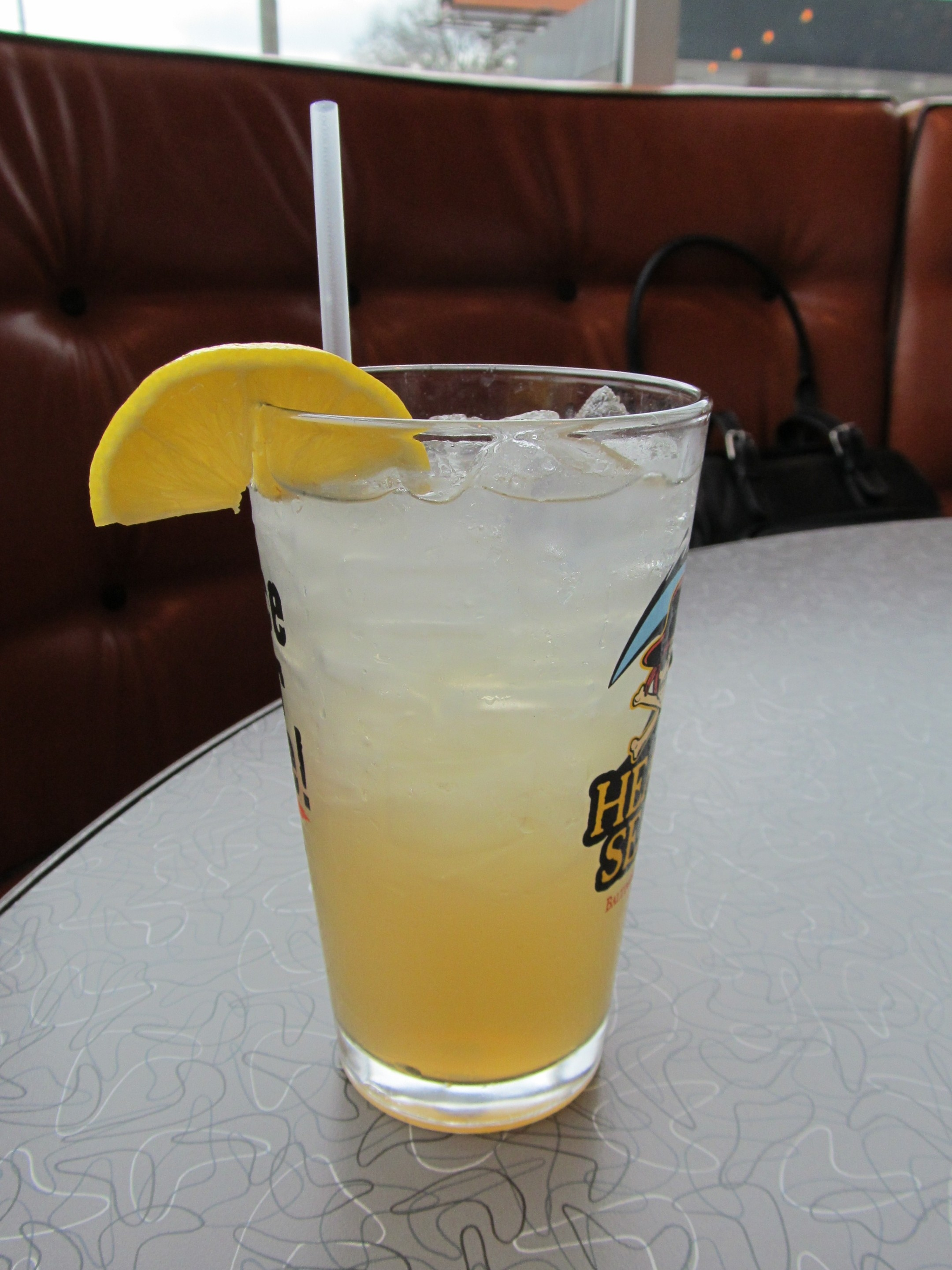
檸檬梳打

檸檬苏打（英語：lemon squash，粵語：檸檬雜飲）是饮品的一種，以柠檬汁、糖漿和碳酸水，以檸檬作裝飾。以前香港不少西餐廳都有，现在比較少見。
亦可把檸檬替換成橙，即橙苏打（英語：orange squash）。